# Wilhelm Scherer
Wilhelm Scherer (n. 26 aprilie 1841, Schönborn, Austria — d. 6 august 1886, Berlin) a fost un critic și filolog austriac.
A fost profesor la universitățile din Viena, Strasbourg și Berlin. Lucrările sale vădesc, sub influența evoluționismului, tendințe pozitiviste în reconstituirea istorică.

## Biografie
A fost elev al liceului "academic", respectiv "akademisches Gymnasium", cu programă de învățământ avansat în comparație cu liceele obișnuite, din Viena, și a studiat apoi la universitate, unde a fost studentul favorit al distinsului germanist Karl Müllenhoff (1818-1884). După ce și-a luat doctoratul, a devenit în 1864 Privatdozent (lector) pentru limba și literatura germană.
În 1868 a fost numit profesor "ordinarius" (plin). În 1872 a primit o ofertă similară de la Strasbourg și, în 1877, de la Berlin, unde în 1884 a fost ales membru al Academiei de Științe.

## Activitate literară
Activitatea literară a lui Scherer poate fi cuprinsă în trei categorii : în Viena filologie, în Strasbourg profesor de literatură, iar în Berlin autor.
Prima lui operă a fost o biografie a filologului Jakob Grimm (1865, 2nd ed. 1885); următoarea, în colaborare cu fostul său profesor, Müllenhoff, Denkmäler deutscher Poesie und Prose aus dem 8. bis 12. Jahrhundert (1864, ed. 1892). Prima operă importantă a sa a fost Zur Geschichte deutschen Sprache (Berlin, 1868; 3rd ed., 1890), o istorie a limbii germane, care se concentrează pe domeniul legilor fonetice.
A contribuit la secțiunea de literatură alsaciană a cărții scrise de Ottokar Lorenz Geschichte des Elsasses (1871, 3rd ed. 1886). Alte lucrări importante sunt Geschichte Poeten der deutschen Kaiserzeit (Strassburg, 1875); Geschichte der deutschen Dichtung im 11. und 12. Jarhundert (1875); precum și Vorträge und Aufsätze zur Geschichte des geistlichen Lebens in Deutschland und Österreich (1874).
Cea mai cunoscută operă a lui Scherer este o carte despre literatura germană, Geschichte der deutschen Literatur (Berlin, 1883; 10th ed., 1905. Această operă se remarcă prin claritatea cu care detaliile sunt coordonate cu studiul general și elucidant al literaturii germane de la începuturile ei, și până la moartea lui Goethe.
Pe lângă multe alte tratate filologice, Scherer a scris în special despre Goethe (Aus Goethes Frühzeit, 1879; Aufsatze über Goethe, 1886), și a fost unul dintre fondatorii Arhivelor Goethe de la Weimar. Un mic tratat, intitulat Poetik, o biografie a lui Karl Müllenhoff, și două volume din Kleine Schriften, au fost publicate postum.

## Opere (în germană)
- Jacob Grimm, 1865
- Leben Willirams Abtes von Ebersberg in Baiern, 1866
- Zur Geschichte der deutschen Sprache, (Contribuții la istoria limbii germane), 1868
- Deutsche Studien (Studii germane)
  - Vol. I.: Spervogel, (Spervogel era un poet al secolului al XII-lea), 1870
  - Vol II.: Die Anfänge des Minnesanges, (Începuturile cântecului de dragoste), 1870
- Geistliche Poeten der deutschen Kaiserzeit. Studien, (Poeți în timpul Sfântului Imperiu Roman), 1874
- Vorträge und Aufsätze zur Geschichte des geistigen Lebens in Deutschland und Österreich, (Prelegeri și studii asupra vieții spirituale în Germania și Austria), 1874
- Geschichte der deutschen Dichtung im elften und zwölften Jahrhundert, (Istoria poeziei germane în sec. XI - XII), 1875
- Anfänge des deutschen Prosaromans und Jörg Wickram von Colmar, 1875
- Aus Goethes Frühzeit, 1879
- Geschichte der deutschen Litteratur, (Istoria literaturii germane), 1883
- Emanuel Geibel, 1884
- Rede auf Jakob Grimm, (Discurs despre Jakob Grimm), 1885
- Aufsätze über Goethe, (Studii despre Goethe), 1886
- Poetik, 1888